# Margibi (condado)
Margibi é um dos 15 condados da Libéria. Sua capital é a cidade de Kakata.

## Distritos
Margibi está dividido em 4 distritos (populações em 2008 entre parênteses):
- Firestone (57.251)
- Gibi (13.232)
- Kakata (88.130)
- Mambah-Kaba (41.076)